# Conquista de Devagiri
La conquista de Devagiri se refiere a dos campañas militares realizadas por los ejércitos del Sultanato de Delhi contra el reino de la dinastía Seuna en 1313 y 1317, acabando con la anexión de sus territorios.

## Antecedentes
Después de su derrota en 1308, el rey de la dinastía Seuna de Devagiri (Daulatabad), Ramachandra, se volvió vasallo del sultán de Delhi, Alaudín, siéndole leal hasta su muerte, ocurrida hacia 1311. Fue sucedido por su hijo Simhana III (también llamado Shankaradeva o Singhana), quien se rebeló contra Alaudín.

## Conquista
En 1313, probablemente por petición propia, el general y esclavo del sultán, Malik Kafur, dirigió una expedición contra el rebelde Simhana III, acabando con la vida del rey seuna. El reino fue anexado directamente por el sultanato, y Kafur pasó dos años como gobernador del territorio recientemente anexado hasta ser convocado a Delhi cuando la salud del sultán se deterioró.
Después de que Malik Kafur fuera llamado de nuevo a Delhi, Ayn al-Mulk Multani actuó como gobernador de Devagiri, pero más tarde, él también fue llamado para aplastar una rebelión en Guyarat. Esta situación fue aprovechada por los seunas, que tomaron Devagiri y proclamaron su independencia bajo el liderazgo de Harapaladeva (o Hirpal), probablemente un yerno de Ramachandra, y su primer ministro Raghava (o Raghu).
En abril de 1317, el nuevo sultán Qutbuddin Mubarak Sah marchó contra Devagiri con un gran ejército. Todos los jefes locales, excepto Raghava y Harapaladeva, aceptaron su soberanía sin resistir. Raghava y su caballería de casi 10 000 hombres, así como Harapaladeva, huyeron a la región montañosa cerca de Devagiri. Los generales de Delhi, Jursan Jan y Malik Qutlugh (que tenía el título de amir-i shikar) lideraron un ejército para perseguirlos. Las fuerzas de Delhi derrotaron completamente a Raghava. Jusrau envió una  fuerza dirigida por el amir-i koh Malik Ikhtiyaruddin Talbagha (hijo de Yaghda) para perseguir a Harapaladeva, que fue herido y capturado después de dos o tres escaramuzas. Harapaladeva fue presentado ante Qutbuddin, quien ordenó su decapitación; su cuerpo fue colgado de las puertas de Devagiri.
Qutbuddin dedicó algún tiempo a consolidar su poder en el Decán. Malik Yaklaji, que había servido como Naib-i-Barid-i-Mumalik de Alaudín, fue nombrado gobernador de Devagiri.

## Consecuencias
Ramachandra tuvo otros dos hijos: Ballala y Bhima (también llamado Bimba o Bhillama). El segundo escapó a la región de Konkán, donde estableció su base en Mahikavati (Mahim).
En 1326-1328, el sultán Muhammad bin Tughluq movió la capital de Delhi a Devagiri, que fue renombrada Daulatabad. Probablemente deseaba resolver el problema de gobernar un imperio tan extenso. Según el cronista Ziauddin Barani, la eligió como nueva capital por su ubicación central, a una distancia equivalente con todos los límites del sultanato.
En consecuencia, cuando el explorador Ibn Battuta visitó Delhi la encontró casi desierta. En 1334-1335, el sultán se dio cuenta de su error y ordenó volver a la antigua capital, muriendo muchos habitantes en el camino. Delhi, una ciudad prospera por más de un siglo y que rivalizaba con El Cairo y Bagdad quedó arruinada económicamente. Dicho traslado provocó numerosas revueltas que desintegraron el sultanato. Madurai se independizó en 1335, Bengala en 1342 (que ya había sido independiente entre 1301 y 1322) y todo el Decán en 1347. Otra consecuencia fue que Tughluq creó una nueva élite musulmana en Daulatabad, la que dominaría el Decán en los siglos posteriores.